# Xavier Benguerel i Godó
Xavier Benguerel i Godó (Barcelona, 9 de febrer de 1931 - 10 d'agost de 2017) fou un compositor català, fill de l'escriptor Xavier Benguerel i Llobet (Premi d'Honor de les Lletres Catalanes de 1988). Va tractar tots els gèneres musicals, des de la peça intimista fins a l'òpera.

## Biografia
Es va traslladar a Santiago de Xile i retornà a Barcelona el 1954. Inicià els seus estudis musicals amb el mestre Cristòfor Taltabull. Benguerel entrà ràpidament en l'òrbita de tendències tan renovadores com les representades per músics com Béla Bartók.
El 1959 escriu Cantata d'Amic i Amat —on incorpora tècniques i procediments serials—, una peça que és programada en un festival internacional el 1960 a Colònia.
L'obra, però, que més l'ha donat a conèixer ha estat Llibre Vermell, basada en els cants i danses del segle xiv guardades en el còdex montserratí del mateix nom i que es va estrenar en el Gran Teatre del Liceu de Barcelona el 1988, amb posteriors audicions en moltes diverses ciutats europees.
El mes de maig de 2017 estrenava la que fou la seva darrera obra, El cementiri marí, una obra simfònica d'aire cambrístic basada en l'obra de Paul Valéry del mateix nom. Es va estrenar mundialment al XVIII Festival de Música de Talteüll, al Rosselló.
Benguerel ha tractat tots els gèneres musicals en estil propi, des de la peça intimista per a un sol instrument, fins a l'òpera, la cantata, l'obra simfònica o la música de cambra. Té, a més a més, una extensa discografia.
Són fites importants en la seva carrera el Premi Luigi Dallapicola (1977) i l'estrena a Barcelona de l'òpera Spleen (1984), al Teatre Condal, que l'any següent es presentà a l'Òpera de Frankfurt. El 1993 dona a conèixer Te Deum.
La Generalitat de Catalunya va publicar el 1991 en la col·lecció "Compositors Catalans" un llibre dedicat a l'estudi de la seva obra escrit per Carles Guinovart i Tomás Marco.
El 2001 l'editorial Idea Books publica en la seva col·lecció "Estudio Música", un llibre escrit per Jesús Rodríguez Picó amb el títol "Xavier Benguerel – Obra y estilo".
L'any 2006, amb motiu del seu 75è aniversari, es va publicar un llibre sobre la seva obra i entorn històric, escrit per Jorge de Persia i patrocinat per la SGAE (Societat General d'Autors i Editors) titulat "Xavier Benguerel, búsqueda e intuición". Any en què, també, es van celebrar diversos concerts per aquest motiu.
El fons personal de Xavier Benguerel es conserva a la Biblioteca de Catalunya.
El 2014 la Generalitat de Catalunya li atorgà la Creu de Sant Jordi.